# Lophodelta peratostriga
Lophodelta peratostriga là một loài bướm đêm trong họ Noctuidae.